# Donnie Darko
Donnie Darko je znanstvenofantastični film američkog režisera Richarda Kellyja iz 2001. Lik iz naslova je inteligentan, ali poremećen tinejdžer koji ima vizije čudovišnog antropomorfnog zeca što ga uvodi u niz bizarnih događaja s ciljem da spasi svijet od uništenja.
Film ima vrlo kompleksnu radnju i filozofsku pozadinu.  Teme kojima se bavi su putovanje kroz vrijeme, egzistencijalizam, ljubav i osobno žrtvovanje.
Iako je film hvaljen od kritike i nagrađivan, u kinima je prošao jako loše, zaradivši samo pola milijuna dolara u SAD-u, ali ipak uspjevši privući određeni broj obožavatelja.  Popularnost mu je naknadno porasla, a prodaja DVD-izdanja je donijela puno veću zaradu.

## Uloge
- Jake Gyllenhaal kao Donald J. "Donnie" Darko
- Holmes Osborne kao Eddie Darko
- Maggie Gyllenhaal kao Elizabeth Darko
- Daveigh Chase kao Samantha Darko
- Mary McDonnell kao Rose Darko
- James Duval kao Frank
- Patrick Swayze kao Jim Cunningham
- Beth Grant kao Kitty Farmer
- Jena Malone kao Gretchen Ross
- Noah Wyle kao Kenneth Monnitoff
- Drew Barrymore kao Karen Pomeroy
- Katharine Ross kao Dr. Lillian Thurman
- Patience Cleveland kao Roberta Sparrow

## Radnja
Radnja filma smještena je 1988. u Middlesex (Virginia) u vrijeme predsjedničkih izbora.  Glavni lik, Donnie Darko, je tinejdžer s psihičkim problemima.  Jedne noći, Donnie, slijedeći neobičan zvuk, u dvorištu susreće demonskog čovjekolikog zeca Franka koji ga obavještava o kraju svijeta za 28 dana, 6 sati, 42 minute i 12 sekundi.  Ujutro probudi na igralištu za golf i vraća se kući gdje otkriva da je s neba misteriozno pao motor zrakoplova točno na njegovu sobu.
Sutradan u školi upoznaje novu učenicu, Gretchen, kojoj se odmah svidi.  Iste noći ponovno susreće Franka koji ga nagovara da izazove poplavu u školi što Donnie i čini: ujutro je škola poplavljena zbog kvara u vodovodu. Ujutro, čekajući autobus saznaje da nema nastave; na povratku kući sreće Gretchen kojoj dosađuju školski nasilnici pa joj se on nudi kao pratnja do kuće.
Uskoro opet razgovara s Frankom koji ga ovaj put zainteresira za putovanje kroz vrijeme.  Donnie o tome pita profesora fizike koji mu daje knjigu Filozofija putovanja kroz vrijeme čija je autorica Roberta Sparrow, stogodišnjakinja i lokalna čudakinja koja živi sama u ruševnoj kući te cijeli dan stoji na cesti i provjerava poštanski sandučić.
Donnie uskoro na ulici pronalazi novčanik Jima Cunninghama. Cunningham je popularni autor metoda za samopomoć kojeg je Donnie javno osramotio svojim ispadom za vrijeme njegovog govora u školskoj dvorani.  Te noći se sastaje s Gretchen i odlazi u kino; za vrijeme filma u praznom kinu, ona zaspi i pojavi se Frank.  Frank mu ispod maske zeca otkriva ljudsko lice s rupom od metka u desnom oku i naređuje mu da spali kuću Jima Cunninghama što Donnie i čini iskradajući se iz kina i vrativši se prije nego što se Gretchen probudila.  Sutradan na vijestima objavljuju da su vatrogasci u kući pronašli skrivenu sobu prepunu pedofilskih materijala.  Kitty Farmer, Donnijeva učiteljica i velika štovateljica Cunninghama, smatra da je to namještaljka i odlučuje braniti Jima - zbog toga zamoli Donnijevu majku da otputuje u Kaliforniju kao pratnja grupi školarki na njihovom plesačkom nastupu.  Za to vrijeme, Frank nagovara Donnija da piše Roberti Sparrow o svojem shvaćanju knjige.
Kako su im roditelji izvan grada, Donnie i njegova starija sestra Elizabeth rade kostimiranu zabavu.  Među brojnim uzvanicima je i Elizabethin dečko Frank koji jako podsjeća na Donnijevog prijatelja.  Frank u jednom trenutku odlazi automobilom sa zabave kako bi nabavio još piva.
Gretchen i Donnie također uskoro napuštaju zabavu i odlaze do kuće Roberte Sparrow kako bi istražili podrum.  Tamo zatječu dvojicu školskih nasilnika koji ga pljačkaju; u sukobu jedna od njih gura Gretchen na cestu.  Istovremeno se tim putem vozi Frank u povratku na kostimiranu zabavu; Roberta stoji nasred ceste i čita Donnijevo pismo, a on, kako bi je izbjegao, naglo skreće i slučajno pregazi Gretchen.  Vidjevši da je Gretchen mrtva Donnie uzima pištolj od pljačkaša i upuca Franka u oko.  Uzima mrtvu Gretchen i odnosi ju na vrh brda izvan grada.
S brda gleda na neobičnu oluju koja se nadvila nad gradom dok nad njim leti zrakoplov kojim se Donnijeva majka vraća iz Kalifornije.  Sa zrakoplova u jednom trenutku otpada motor i prolazi kroz crvotočinu u oluji.  Vrijeme se vraća i Donnie se nalazi u svojoj sobi onog dana kad će na nju pasti motor; leži na krevetu smijući se dok motor ne padne i ovaj put ga ubije.
Sutradan, nakon nesreće, gomila se okupila pred kućom obitelji Darko.  Među njima je i Gretchen, koja, iako u tom vremenu nije upoznala Donnija, izgleda kao da ima neka sjećanja o onome što se moglo dogoditi i zbunjeno mahne Donnijevoj majci koju također ne bi trebala poznavati.

## Objašnjenje
Film ima vrlo kompleksnu i bizarnu filozofsku pozadinu koja se iz samog filma ne može nikako razumjeti, čak ni višestrukim gledanjem, jer se priroda ključnih događaja u filmu uopće ne spominje, kao ni terminologija koja ih objašnjava.  Oni su objašnjeni u fiktivnoj knjizi, Filozofija putovanja kroz vrijeme, čiji se dijelovi mogu pročitati kao dodatak na DVD-izdanju ili na internetskim stanicama o filmu. No ni knjiga ne može omogućiti potpuno razumijevanje filma jer se neki ključni detalji ne mogu racionalno objasniti.  Objašnjava se samo način na koji se stvari odvijaju, ali razlozi zbivanja ostaju nepoznati.
Prema režiseru, Richardu Kellyju, u noći na početku filma iz Primarnog Svemira se posredstvom avionskog motora kao Artefakta odvojio Tangentni Svemir koji je nestabilan i kolabirat će u roku od mjesec dana, povlačeći za sobom i Primarni Svemir ako ga netko ne zatvori, odnosno ispravi.  Zatvaranje Tangentnog Svemira je zadaća Živog Primatelja (Donnie) koji za tu potrebu dobiva određene nadnaravne sposobnosti.  Ljudi koji umru u Tangentnom Svemiru su Manipulirani Mrtvaci (Frank i Gretchen) koji također dobivaju određene moći (Frank nakon smrti može putovati kroz vrijeme) i osjećaju što se događa; svi ljudi s kojima Živi Primatelj dolazi u dodir, Manipulirani Živi, također ga podsvjesno nastoje usmjeriti prema njegovoj sudbini, a to je zatvaranje Tangentnog Svemira i smrt uzrokovana Artefaktom.
Usto, Živi Primatelj (Donnie) dobiva moći kao što su nevjerojatna snaga (kad je zabio sjekiru u kip od čiste bronce), stvaranje vode i vatre (kad je poplavio školu i spalio kuću pedofila) i telekineza (pomicanje stvari umom) - kad je otrgnuo motor s aviona u kojem su bile njegova majka i sestra kako bi motor (Artefakt) prošao kroz crvotočinu u prošlost.
Glavne nepoznanice su razlog nastanka Tangentnog Svemira i zašto je Donnie odabran za spasitelja svijeta; mogu se objasniti jedino kao božja intervencija.

## Zanimljivosti
- Film je snimljen u 28 dana, točno onoliko koliko Donnie ima za spašavanje svijeta.
- Za vrijeme telefonskog razgovora iz zračne luke prije povratka Donnijeve majke, najava u pozadini kaže da let 2806 polijeće s izlaza 42 u 12 sati. Iste brojeve na početku otkriva Frank, kao vrijeme koje je preostalo prije kraja svijeta: 28-06-42-12.
- Automobil koji Donnie susreće za vrijeme vožnje biciklom na početku filma je isti kao onaj koji kasnije vozi Frank.
- Čovjek u crvenom odjelu, kojeg Donnie i Gretchen zatječu kako ih promatra, je agent koji promatra članove obitelji povodom bizarne nesreće s motorom zrakoplova.
- Ulogu Elizabeth Darko, Donnijeve sestre, igra Maggie Gyllenhaal, sestra Jakea Gyllenhaala.
- Jezikoslovac koji je rekao da je cellar door najljepša sintagma u engleskom jeziku je J.R.R. Tolkien.

## Vanjske poveznice
- Službena stranica
- Donnie Darko u internetskoj bazi filmova IMDb-a
- Opsežna analiza filma Lawrencea Persona